# Беском (Флорида)
Беском (англ. Bascom) — місто (англ. town) в США, в окрузі Джексон штату Флорида. Населення — 87 осіб (2020).

## Географія
Беском розташований за координатами 30°55′41″ пн. ш. 85°7′5″ зх. д. / 30.92806° пн. ш. 85.11806° зх. д. (30.928019, -85.118023).  За даними Бюро перепису населення США в 2010 році місто мало площу 0,62 км², уся площа — суходіл.

## Демографія
Згідно з переписом 2010 року, у місті мешкала 121 особа в 48 домогосподарствах у складі 32 родин. Густота населення становила 194 особи/км².  Було 56 помешкань (90/км²).
Расовий склад населення:
| - 86,8 % — білих - 9,9 % — чорних або афроамериканців - 3,3 % — осіб інших рас |

До двох чи більше рас належало 0,0 %. Частка іспаномовних становила 3,3 % від усіх жителів.
За віковим діапазоном населення розподілялося таким чином: 28,9 % — особи молодші 18 років, 52,9 % — особи у віці 18—64 років, 18,2 % — особи у віці 65 років та старші. Медіана віку мешканця становила 36,9 року. На 100 осіб жіночої статі у місті припадало 92,1 чоловіків;  на 100 жінок у віці від 18 років та старших — 87,0 чоловіків також старших 18 років.
За межею бідності перебувало 20,2 % осіб, у тому числі 68,4 % дітей у віці до 18 років та 6,5 % осіб у віці 65 років та старших.
Цивільне працевлаштоване населення становило 39 осіб. Основні галузі зайнятості: освіта, охорона здоров'я та соціальна допомога — 48,7 %, будівництво — 23,1 %, публічна адміністрація — 12,8 %, роздрібна торгівля — 10,3 %.

## Відомі люди
- Фей Данавей (*1941) — американська актриса.